# Катран великоголовий
Катран великоголовий (Squalus bucephalus) — акула з роду Катран родини Катранові.
Інша назва «строкатий катран».

## Опис
Загальна довжина досягає 81-90 см. Голова доволі велика та широка, досягає в основі ширини 12,1-13,5% довжини тіла акули. Звідси походить її назва. Морда невелика, загострена. Очі великі, мають овально-горизонтальний розріз. Носовий клапан сильно роздвоєний. Рот широкий. Зуби дрібні, мають косий нахил до кутів рота, майже однакові за формою на обох щелепах. На верхній щелепі — 26-27 зубів, на нижній — 22-24. У неї 5 пар зябрових щілин, з яких остання найдовша. Тулуб обтічний, витягнутий. Осьовий скелет налічує 113–118 хребців. Має 2 спинних плавця, що наділені шипами помірної товщини. Їх ширина сягає до 0,7-0,8% довжини тіла. Внутрішні краї спинних плавців короткі. Задній спинний плавець значно менше за передній. Шип заднього плавця завдовжки висоти плавця.
Забарвлення спини має сірі відтінки. Черевна сторона світла. Кінчики спинних плавців темні, задня крайка хвостового плавця має світлу облямівку. На нижній долі хвостового плавця присутня темна пляма, що охоплює основу плавця.

## Спосіб життя
Тримається на глибині 440–880 м. Доволі активна хижачка. Полює переважно біля дна. Живиться костистою рибою, ракоподібними, морськими черв'яками, молюсками.
Статева зрілість самців настає при розмірі 66 см. Це яйцеживородна акула. Стосовно процесу парування та розмноження не достатньо відомостей.

## Розповсюдження
Мешкає у південно-західній частині Тихого океану, в Тасмановому морі — в районі підводного хребта Норфолк (між Новою Каледонією та Новою Зеландією), а також в акваторії Нової Каледонії.